# Mobilier de France
 (novembre 2023).
Mobilier de France est une chaîne de magasins française fondée en 1925[source insuffisante], qui commercialise des meubles, des canapés, des chaises, des tables et de la literie.
En octobre 2018 on dénombre 90 points de vente[source insuffisante].